# Charles Osborne
Charles Thomas Osborne (Brisbane, 24 novembre 1927 – 23 settembre 2017) è stato un giornalista, critico musicale e scrittore britannico.
È stato assistente redattore del The London Magazine dal 1958 al 1966, direttore della sezione letteraria dell'Arts Council of Great Britain dal 1971 al 1986, e capo dei critici teatrali al Daily Telegraph (Londra) dal 1986 al 1991. È l'unico autore che la  Agatha Christie Estate ha autorizzato a produrre adattamenti teatrali a suo nome.

## Biografia
Il padre di Osborne era originario del Devon e sua madre di Vienna, un fatto a cui si attribuisce il suo amore di tutta la vita per l'opera. Andò a scuola a livello locale, poi studiò alla Università del Queensland. Osborne poi ha lavorato nel giornalismo letterario e musicale e nel teatro di repertorio in Australia e in Gran Bretagna, dove si stabilì definitivamente nel 1953. Ha interpretato il ruolo di Front Gunner Foxlee nel film I guastatori delle dighe (1955), ed ha interpretato in teatro Caffè nero di Agatha Christie, che successivamente ha adattato in romanzo.
Dal 1958, è stato assistente redattore al The London Magazine, fondato da John Lehmann, che pubblicava poemi, brevi racconti e critiche letterarie. Lo stesso Osborne scriveva poesie sin dalla giovane età. Ha pubblicato tre raccolte di poesie, tra le quali Swansong nel 1968.
Tra il 1971 e il 1986 è stato direttore della sezione letteraria dell'Arts Council of Great Britain. Ciò ha comportato l'erogazione di contributi pubblici, e Osborne, forse inevitabilmente, data la natura della posizione, fu coinvolto nelle cosiddette "guerre di poesia" che hanno avuto luogo nel corso degli anni 1970. Osborne ha dato un resoconto della sua permanenza presso l'Arts Council nella sua autobiografia.
La sua autobiografia del 1986, Giving it Away: Memoirs of a Uncivil Servant, mette in luce il suo ruolo influente presso il Council, come fa il libro di Peter Barry del 2006, Poetry Wars: British Poetry of the 1970s and the Battle of Earl's Court.
Dal 1986 al 1991, Osborne fu capo dei critici teatrali del Daily Telegraph. Continuò a scrivere di giornalismo su un'ampia varietà di arti, che portò Vogue a definirlo un uomo universale.
Osborne scrive di opera e ha pubblicato libri su Verdi, Wagner, Mozart, Puccini, Richard Strauss e sul bel canto. Il suo libro, The Complete Operas of Verdi, è stato il primo realizzato da un autore che aveva visto realmente tutte le opere del compositore in scena. Il libro è stato tradotto in italiano e pubblicato da Mursia. The Opera Lover's Companion è apparso nel 2004.
Osborne ha pubblicato un romanzo originale, Pink Danube, nel 2000 ed ha adattato sotto forma di romanzo opere teatrali, pubblicate e tradotte in varie lingue. Le sue versioni romanzate di Black Coffee (1998), The Unexpected Guest (1999) e Spider's Web (2000), tratte da lavori di Agatha Christie, si sono rivelate molto popolari presso i lettori. Egli ha anche adattato Blithe Spirit (2004), da Noël Coward, e L'importanza di chiamarsi Ernesto da Oscar Wilde.
Osborne ha avuto un dottorato onorario dalla Griffith University di Brisbane in Australia, per i servizi resi alle arti ed è socio della Royal Society of Literature. É ex presidente, e ora membro del consiglio, del Critics Circle.
Nel 2009, lo stato italiano gli ha conferito l'onorificenza di Commendatore dell'Ordine della Stella della solidarietà italiana, per i suoi contributi alle opere di Giuseppe Verdi.
Nel 2011, il King's Head Theatre, di Londra, ha rappresentato la prima di un lavoro teatrale di Oscar Wilde, Constance, prima mai messo in scena, Costance è stato portato alla luce, tradotto e adattato da Osborne dall'originale francese.

## Opere principali

### Generiche
- Kafka, Oliver & Boyd, London, 1967.
- Swansong (poems), Shenval Press, London, 1968.
- The Opera House Album, Robson Books 1979, ISBN 0-8008-5836-0.
- W. H. Auden: The Life of a Poet, Methuen, London, 1980 ISBN 0-413-39670-3.
- Letter to W. H. Auden and Other Poems, Calder Publications, 1984 ISBN 0-7145-4036-6.
- Giving it Away (memoirs), Secker & Warburg, London, 1986, ISBN 0-436-35401-2.
- Black Coffee (Agatha Christie), Collins Crime, London, 1998, ISBN 0-00-232662-0.
- The Life and Crimes of Agatha Christie, Harper Collins, London, 2000, ISBN 0-00-653172-5.
- Murder in Three Stages (Agatha Christie), Harper Collins, London, 2007 ISBN 0-00-724579-3.
- Spider's Web (Agatha Christie), Harper Collins, London, 2008, ISBN 0-00-651493-6.
- The Unexpected Guest (Agatha Christie), Harper Collins, London, 2008, ISBN 0-00-651368-9.

### Musica
- The Complete Operas of Verdi, Victor Gollancz, London, 1969.
- Wagner and his World, Thames & Hudson, London, 1977, ISBN 0-500-13060-4.
- The Complete Operas of Puccini, Victor Gollancz, London, 1981, ISBN 0-575-03013-5.
- How to Enjoy Opera, Piatkus, London, 1982, ISBN 0-86188-144-3.
- The Dictionary of Opera, Macdonald & Co, London, 1983, ISBN 0-356-09700-5.
- The Complete Operas of Wagner, Victor Gollancz, London, 1990, ISBN 0-575-05380-1.
- The Complete Operas of Strauss, Victor Gollancz, London, 1992, ISBN 0-575-05379-8.
- The Complete Operas of Mozart, Victor Gollancz, London, 1992, ISBN 0-575-03823-3.
- The Opera Lover's Companion, Yale University Press, ISBN 978-0-300-10440-0.